# صندوق المقاصة المغربي
صندوق المقاصة المغربي (بالفرنسية: Caisse de Compensation)‏، وتنطق بفتح الميم، هي مؤسسة حكومية مغربية (صندوق الدعم الاجتماعي) ذات صفة معنوية واستقلالية مالية، وظيفتها الأساسية دعم أثمان المواد الأولية المسوقة في المغرب، وخصوصا الغازية والسكر، إضافة إلى دعم أثمنة بعض المنتجات الموجهة للاستهلاك في الأقاليم الجنوبية للمغرب.

 وقد تم رفع الدعم عن المحروقات سنة 2016 بواسطة حكومة بنكيران التابعة لحزب العدالة والتنمية ومن المنتظر أيضا رفع الدعم عن كلا من الشاي والسكر وكذلك الغاز الطبيعي مع بداية 2017. 
تم إحداث الصندوق سنة 1941، إبان الحماية الفرنسية على المغرب، ويؤطر تسييره ومهامه ظهير لسنة 1977.
يلعب الصندوق دورا حيويا في المشهد الاقتصادي المغربي، خصوصا على مستوى استقرار أسعار السلع الأساسية والقدرة الشرائية للمستهلكين، إلا أنه يطرح إشكالا دائما بالنسبة للحكومات المغربية المتعاقبة منذ نهاية التسعينات، نظرا لضخامة التكاليف الإجمالية للصندوق، والتي بلغت 53.4 مليار درهم مغربي سنة 2012، أي ما يعادل 6.4 % من الناتج الداخلي الخام لنفس السنة.

تعتبر إشكالية إصلاح نظام المقاصة المغربي من أصعب التحديات المطروحة في المشهد السياسي المغربي، بحكم أن أي إصلاح مستقبلي للصندوق سيكون ملزما بأن يستجيب لإكراهات التوازنات الماكرواقتصادية وتوصيات المؤسسات المالية الدولية دون المخاطرة بالاستقرار الاجتماعي المغربي.

في 2012، اقترحت حكومة بنكيران مشروعا إصلاحيا يقضي بتوجيه جزء من الدعم الحكومي بطريقة مباشرة للشرائح الفقيرة، إلا أن المقترح ووجه بانتقادين أساسيين: صعوبة التعريف الاقتصادي للطبقات المستهدفة واتهام المعارضة المغربية للائتلاف الحكومي بنية استغلال الآلية المقترحة لأهداف انتخابية.

في 14 مارس 2012، تم تعيين سليمة بناني، على رأس إدارة الصندوق، لتكون أول امرأة تتقلد هذا المنصب الحساس.

في 14 يونيو 2013، أعلن محمد نجيب بوليف، وزير الشؤون العامة والحكامة المغربي، بصفته وزيرا وصيا على الصندوق، عن تخفيض التكاليف الإجمالية للصندوق، برسم 2013، إلى 42 مليار درهم مغربي.

## وصلات خارجية
- الموقع الرسمي لصندوق المقاصة المغربي
- جذاذة عن مشروع إصلاح نظام المقاصة، من موقع وزارة الحكامة المغربية، الوصية على نظام المقاصة